# Wilhelm Senn (Schriftsteller)

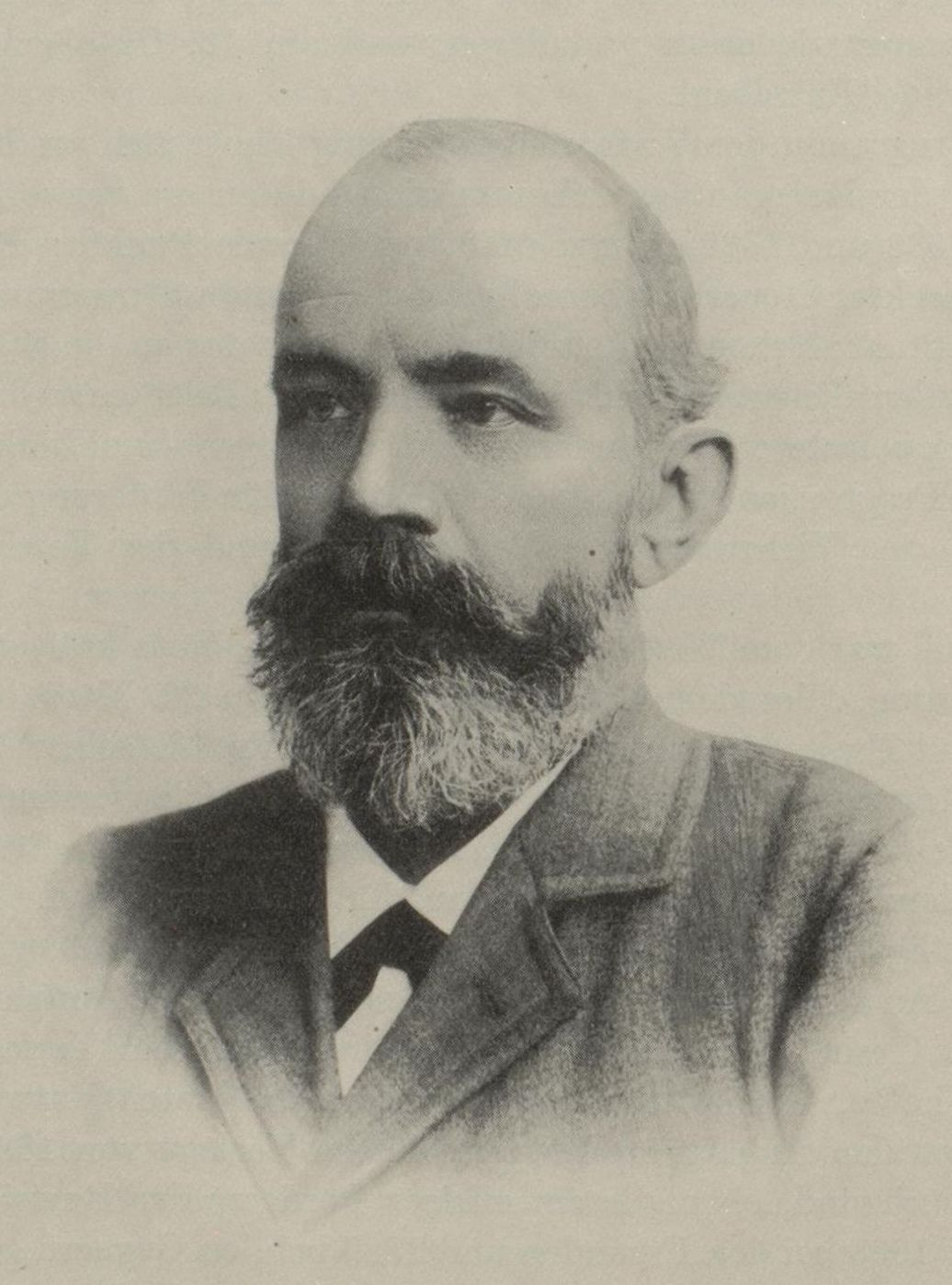
Wilhelm Senn

Wilhelm Senn (* 12. Februar 1845 in Liestal; † 22. August 1895 in Basel) war ein Schweizer Lehrer, Schriftsteller und Dichter.

## Leben und Werk

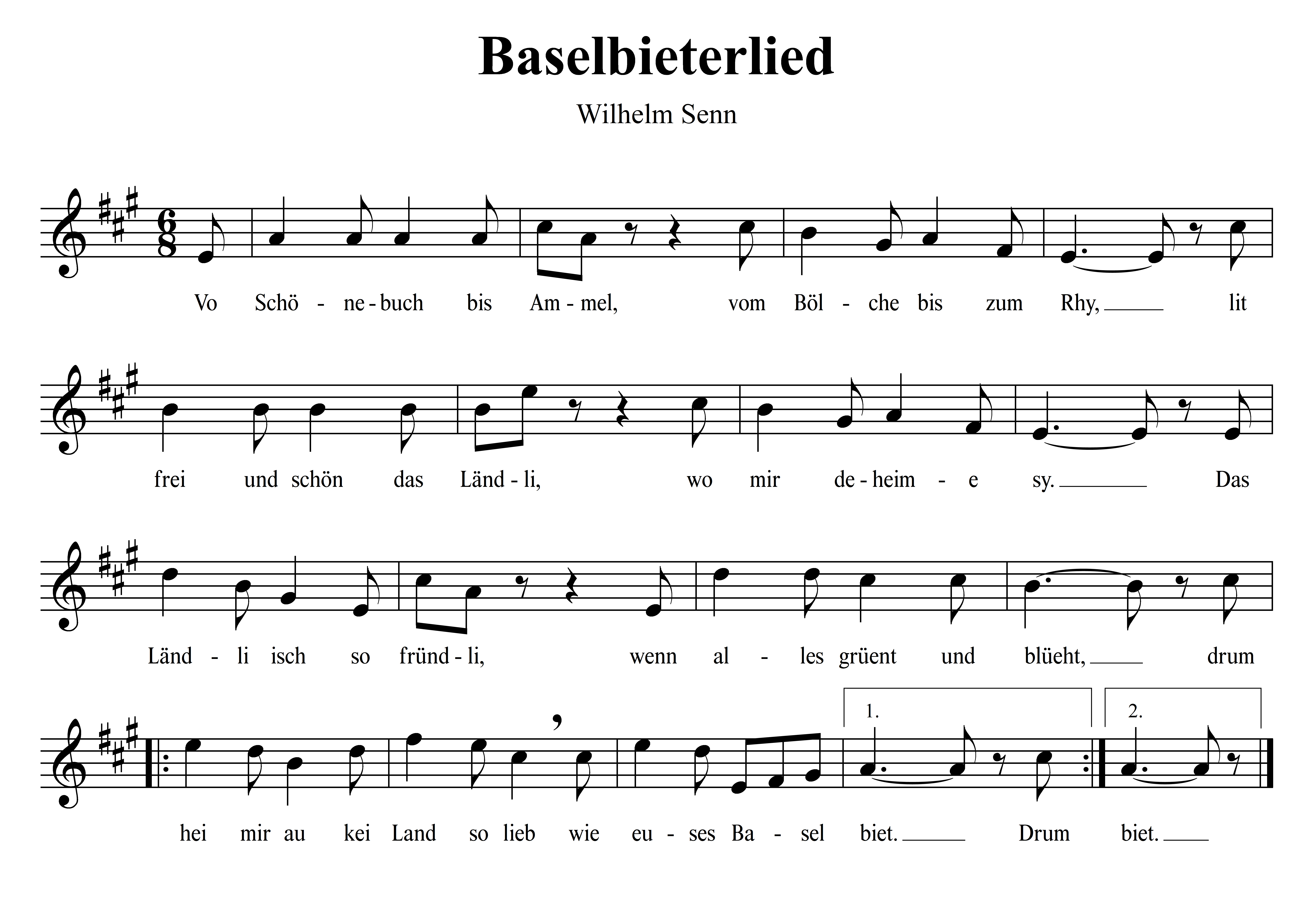
Baselbieterlied

Wilhelm Senn war ein Sohn des Bäckers Wilhelm und der Barbara, geborene Rosenmund. Am Lehrerseminar in Wettingen liess er sich von 1862 bis 1865 zum Lehrer ausbilden. Als solcher unterrichtete er von 1865 bis 1867 in Ramlinsburg und verfasste deren Heimatkunde. 1866 heiratete er die aus Walterswil stammende Adelheid, geborene Steiner. Von 1867 bis 1870 unterrichte Senn an der Mittelschule Gelterkinden und von 1870 bis 1875 an der Knabenprimarschule in Basel. Anschliessend unterrichtete er bis 1895 an der neu gegründeten Mädchensekundarschule in Basel.
1884 erschien eine Sammlung von Gedichten und kleinen Erzählungen in Mundart und Hochdeutsch unter dem Titel Heimat und Volk. 1889 veröffentlichte Senn den von der August Jenny-Stiftung mit einem Anerkennungspreis ausgezeichneten Band Onkel Fritzes Testament, ein Wink zur Erziehung unseres Geschlechtes auf Grund des Lessing’schen Gedankens über die Wiedergeburt des Menschen.
1887 schrieb er in basellandschaftlicher Mundart den Text für das noch heute gesungene Baselbieterlied Vo Schönbuech bis Ammel. Dieses trug ursprünglich der Titel Chränzli-Lied, da es dem 1862 gegründeten Verein «Baselbieter Chränzli» gewidmet war. Senn war Mitglied dieser geselligen Vereinigung von in Basel wohnenden Baselbietern. Das Lied wurde später zum Baselbieterlied umbenannt. 1893 erkrankte Senn an Diabetes und verstarb am 22. August 1895 in Basel.

## Werke
- Vo Schönebuech bis Ammel, Gedicht
- Heimat und Volk in Poesie und Prosa, 1884
- Onkel Fritzens Testament, Leipzig 1889
- Die Weinlese zu Liestal in früheren Jahrzehnten, 1884